# باستان‌جانورشناسی
جانورباستان‌شناسی یا باستان‌جانورشناسی (به انگلیسی: Zooarchaeology) مطالعهٔ بقایای جانوری، به‌ویژه استخوان‌ها است که از کاوش‌های باستان‌شناختی به دست می‌آید و برای بازشناسی رژیم غذایی انسان و تأثیر جانوران بر اقتصاد و درک محیط زیست زمان نهشته‌گذاری به کار می‌رود.
به تعریفی دیگر، جانورباستان‌شناسی، دانشِ بررسی بازمانده زیاگان است. جانورباستان‌شناسان با بررسی استخوان و پوست و مو و دیگر بقایای بازمانده از جانوران در شناختن نحوه تکامل جانوران و رابطه انسان و جانوران در مناطق و دوره‌های تاریخی کوشش می‌کنند. این رشته نسبتاً تازه است و در نیمه دوم سدهٔ بیستم به صورتی مستقل از جانورشناسی و باستان‌شناسی اما با ترکیب این دو شکل گرفت.